# Lustgarten (Wernigerode)

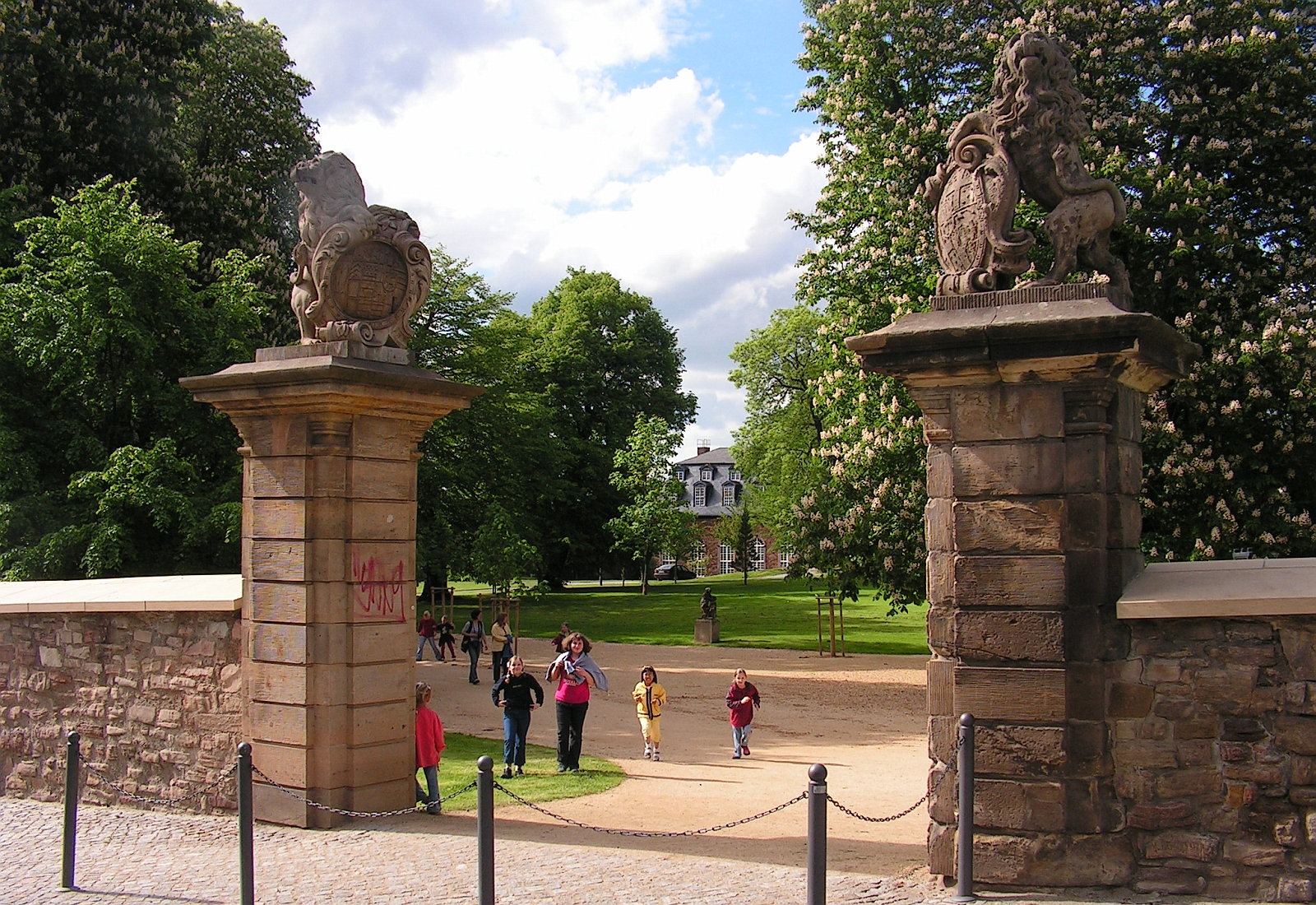
Das Löwentor am Lustgarten von Wernigerode mit der im Park befindlichen Orangerie

Der Lustgarten in Wernigerode ist eine im 16. Jahrhundert angelegte Parkanlage, die im 18. Jahrhundert erst zu einem französischen Barockgarten und dann zu einem englischen Park umgestaltet wurde. Mit erheblichen Mitteln wurde der Lustgarten für die Landesgartenschau von Sachsen-Anhalt im Jahre 2006 grundlegend saniert.

## Entwicklung

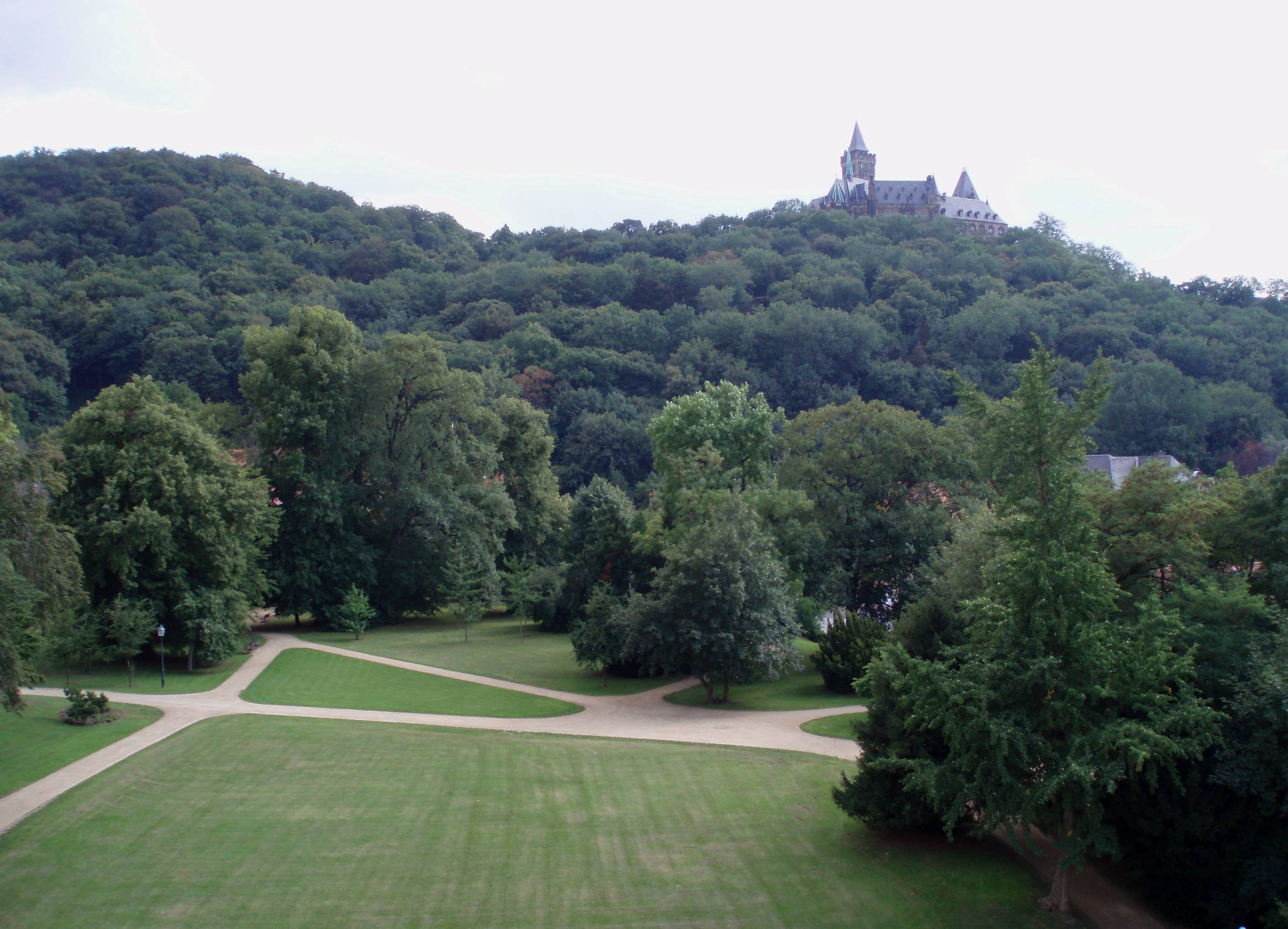
Blick über den Lustgarten zum Schloss Wernigerode

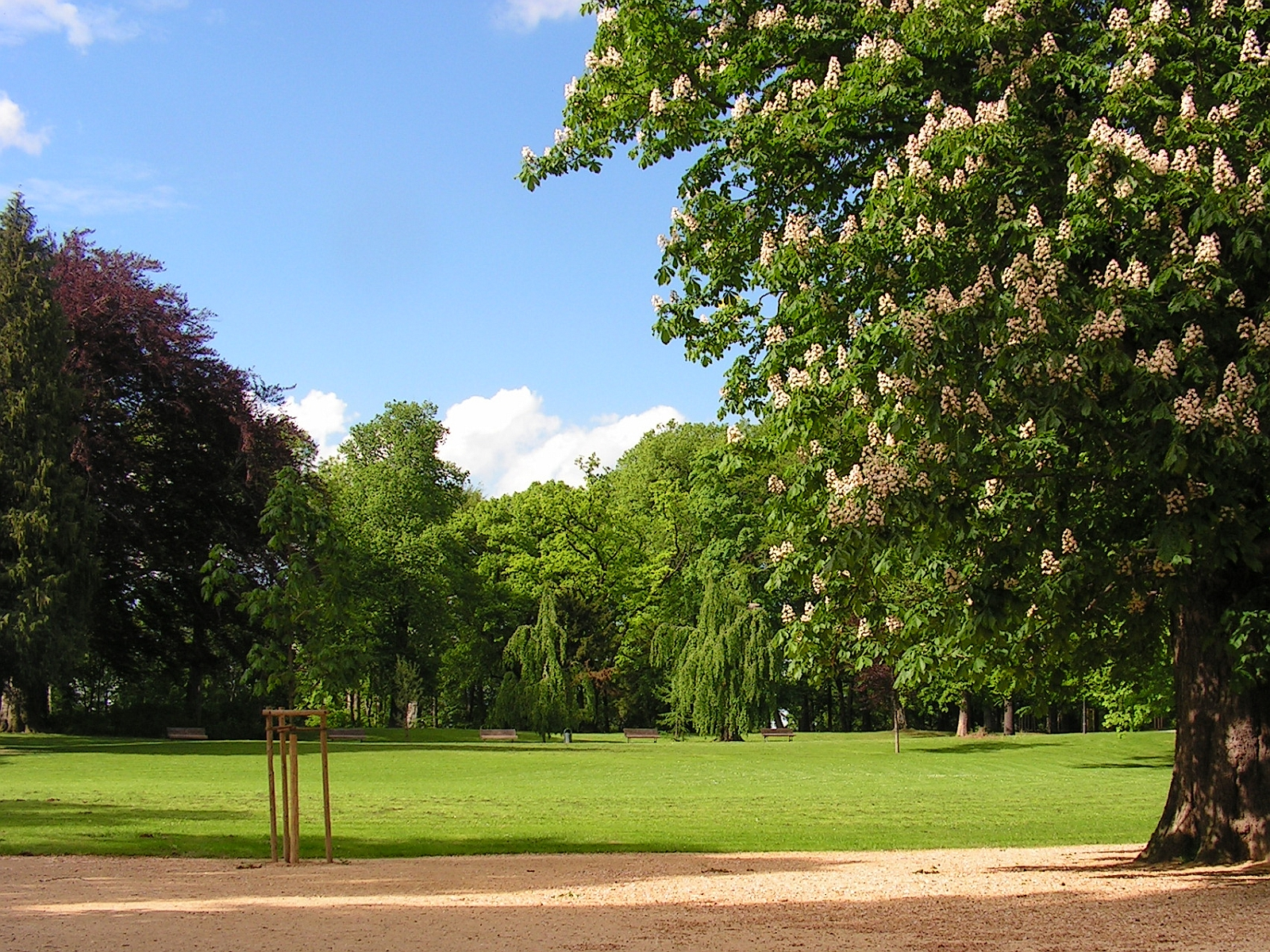
Frühling in der Parkanlage des Lustgartens

Auf einer nach Norden vorgeschobenen Terrasse zwischen dem Schlossberg und der Stadt Wernigerode erstreckt sich der Lustgarten, dessen nordwestlichen Abschluss heute das Ensemble von Palmenhaus und Orangerie bildet.
Graf Wolf Ernst zu Stolberg bekam bei einer Erbteilung 1589 die Grafschaft Wernigerode zugesprochen. Seit den siebziger Jahren des 16. Jahrhunderts hielt Graf Wolf Ernst vielfach und seit 1587 ununterbrochen auf dem Schloss Wernigerode Hof. Hier legte er u. a. den Grundstock für die bedeutende gräfliche Büchersammlung. In der ersten Amtsrechnung seiner Regierung aus den Jahren 1589/90 werden bereits Ausgaben für die Anschaffung eines turmgekrönten Lusthauses erwähnt. Dieses kleine Lustschloss befand sich am Weg zur Wernigeröder Neustadt. Rings um das Gebäude entstanden nach dem Vorbild der italienischen Renaissance streng gegliederte Beete – die Anfänge des heutigen Lustgartens. Im Jahre 1618 wird erstmals ein Springbrunnen in diesem Garten bei der Dienstverpflichtung des Röhrenbohrers Hans Helmholt genannt. Graf Wolfgang Georg zu Stolberg übertrug ihm u. a. die Aufgabe, die Wasserröhrenleitung herzustellen, die in den Lustgarten und zum Wernigeröder Vorwerk am Fuße des Schlossberges führte.
Als nach dem Dreißigjährigen Krieg der regierende Graf Ernst zu Stolberg seinen Hofhaltungssitz von Wernigerode in das benachbarte Ilsenburg verlegte, wurden das Wernigeröder Schloss und der dortige Lustgarten zunehmend vernachlässigt. Dafür entstand in Ilsenburg eine neue Gartenanlage, die dort heute noch als Lust- oder Schlossgarten hinter dem Ilsenburger Schloss in ihren Fragmenten erkennbar ist.

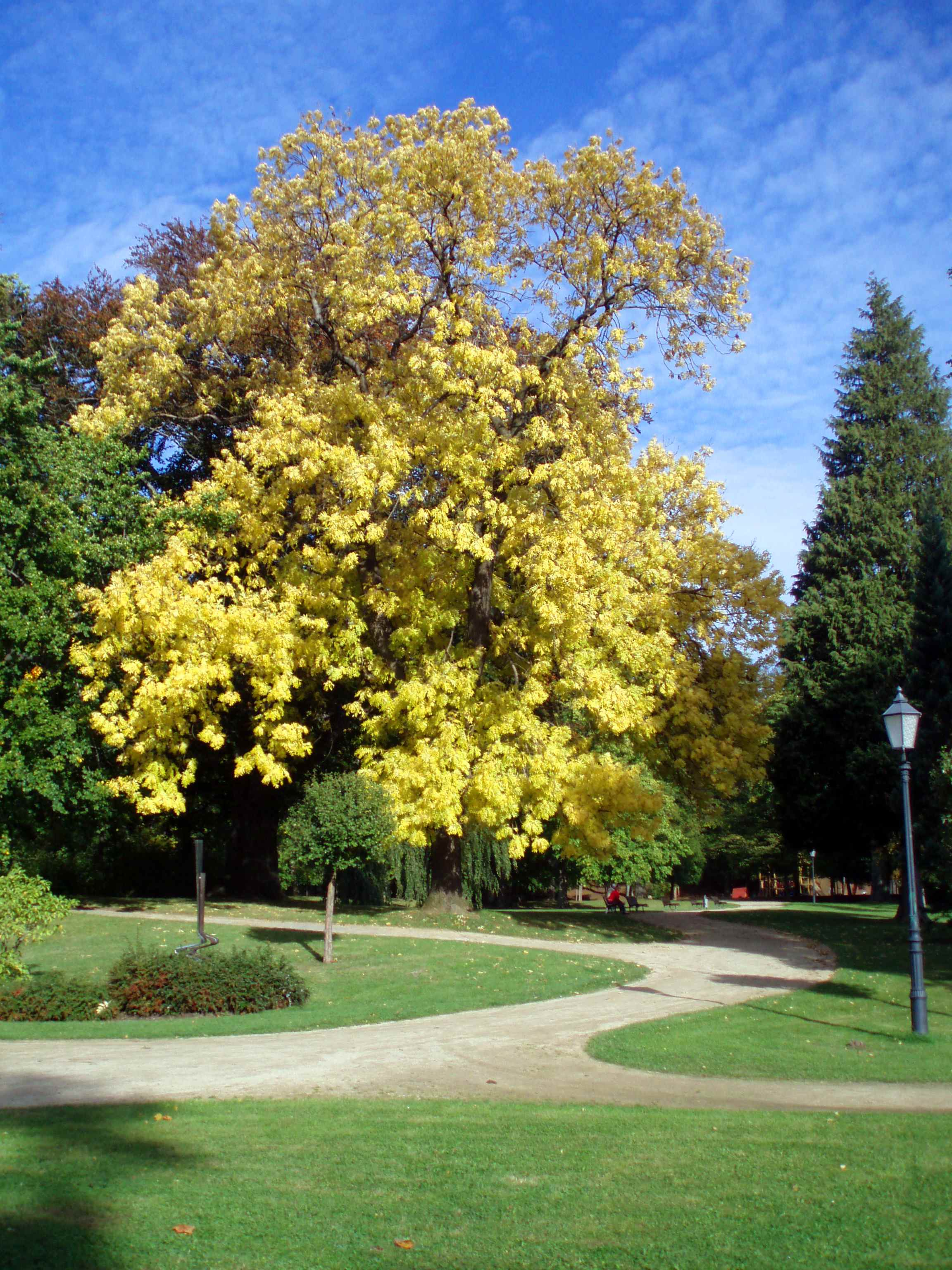
Im herbstlichen Lustgarten

Nachdem Graf Ernst zu Stolberg am 9. November 1710 in Ilsenburg gestorben war und sein Neffe Christian Ernst nach Erreichen der Volljährigkeit im Sommer 1712 die Regierung übernahm, wurde Wernigerode wieder zur Residenzstadt. Der Graf, der die Linie Stolberg-Wernigerode stiftete, ließ das Schloss Wernigerode renovieren und widmete sich verstärkt dem Umbau des alten Lustgartens. Für Juli 1713 lassen sich erste Bauarbeiten nachweisen. Dem Geschmack der Zeit und den herrschenden Luxusbedürfnissen des Adels entsprechend, ließ Graf Christian Ernst den Lustgarten in einen Barockgarten nach französischem Vorbild umgestalten.
Im Dezember 1713 begannen die Ausschachtungsarbeiten für ein neues barockes Gartenhaus oder Lustschloss auf der mittleren Terrasse des neuen Lustgartens. Das Lusthaus aus dem 16. Jahrhundert wurde abgetragen und bereits am 13. November 1716 konnte Richtfest für das neue Gebäude gefeiert werden. 1723 waren die Innenarbeiten weitestgehend beendet. Das Lustschloss hatte ein Erd- und ein Mansardengeschoss mit je 27 Achsen. Die Vorderfront war durch hervorspringende Risalite aufgelockert, deren farbige Gestaltung erst im Jahre 1727 durch den Maler Heinric vollendet wurde. Der Saal in der Mitte des Gebäudes erstreckte sich über sieben Achsen und war reich mit Stuck, Tapeten, Plastik und Malerei ausgestattet. Die gräfliche Familie benutzte das Schloss als Sommerresidenz und zur Unterkunft für Gäste des Grafenhauses. Im Jahre 1726 wurde zur zusätzlichen Ausschmückung eine hölzerne Dachkuppel auf dem Mitteltrakt des Lustschlosses errichtet. Mit diesem baulichen Zusatz begannen jedoch statische Probleme, die auch in der Folge nicht behoben werden konnten. 
Um die Versorgung der zahlreichen Gäste des Lustschlosses zu gewährleisten, war ein Küchentrakt notwendig, der zunächst in den Kellergewölben des Gartenschlosses vorgesehen war. Doch die Küchengerüche wurden als störend empfunden, so dass sich die gräfliche Familie im Jahre 1725 zum Bau eines separaten Küchengewölbes entschloss. Dazu ließ man einen etwa 25 m langen unterirdischen Gang vom Lustschloss bis zum nördlichen Abhang des Lustgartens anlegen und an dessen Ende ein Gewölbe errichten. Es hatte nur Fenster zur Nordseite, die 1727 eingesetzt worden sind. Die nach Süden und Osten zeigenden Wände des Gewölbes lagen bereits unter der Erde, während die äußere Westwand frei stand. Diese Mauer, die in Richtung Brocken zeigte, diente als idealer Ansatzpunkt für den Bau eines neuen Gebäudes, der sogenannten Orangerie. Graf Christian Ernst zu Stolberg-Wernigerode entschied am 10. Januar 1727, dass mit den Vorbereitungen zur Errichtung eines neuen, steinernen Orangeriegebäudes in großzügigen Dimensionen angefangen werden sollte. Dazu ließ er im Sommer das notwendige Holz fällen, im Winter zur Baustelle transportieren und im Jahre 1728 mit den Bauarbeiten unter Leitung des Bauverwalters Johann Paul Keller beginnen. Als Baumaterial diente in der Hauptsache der hier anstehende Buntsandstein, der sogenannte Rogenstein. Bereits im Jahre 1727 wurden die ersten Mauersteine für das neue Gebäude der Orangerie aus dem Steinbruch am nordwestlichen Ende des Lustgartens bezogen. Die dunklen Dachschiefer ließ man hingegen aus Elbingerode anliefern. 

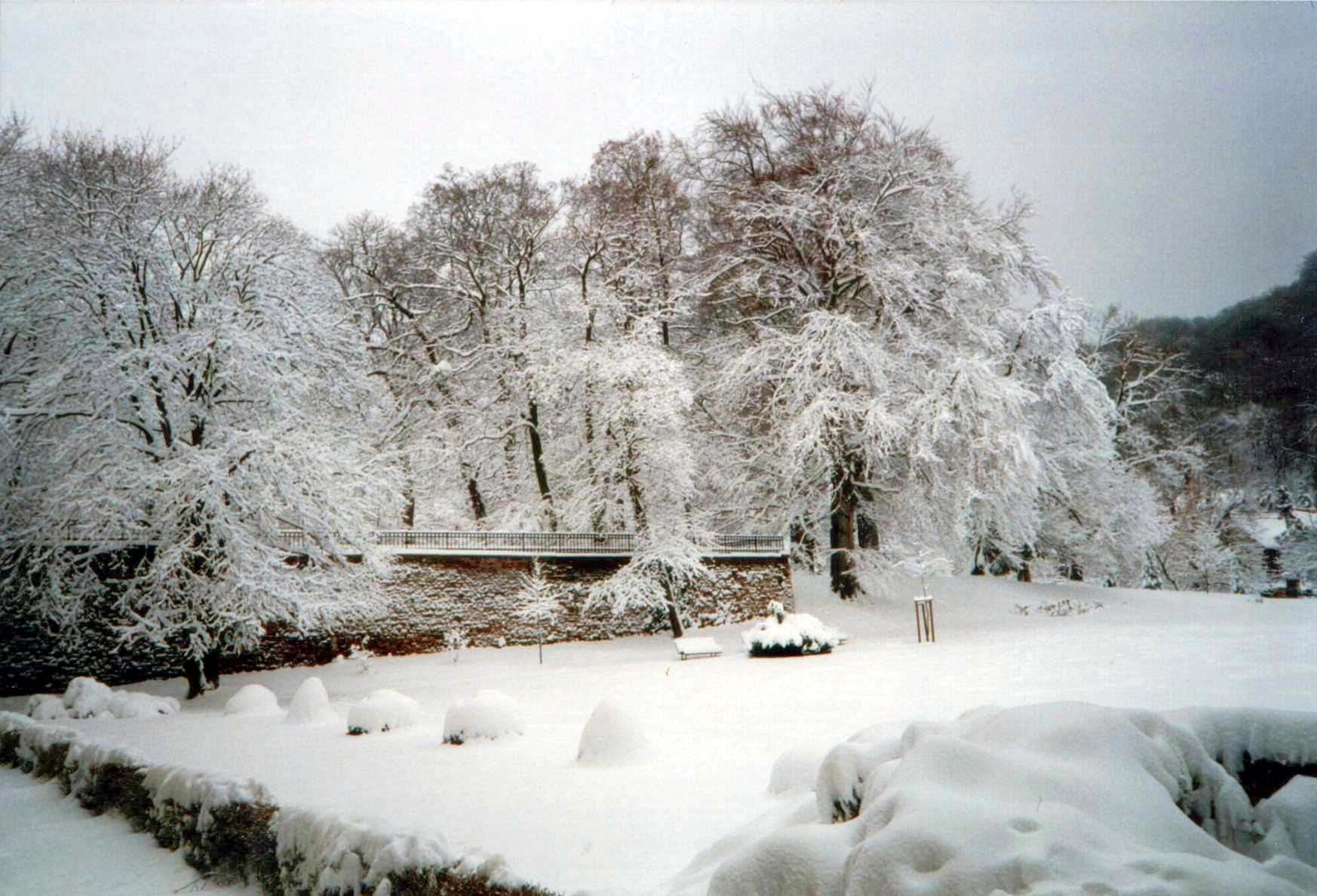
Winter im Lustgarten

1731 wurde der Estrich im Inneren der Orangerie gegossen und die Innenausgestaltung des großen Saales mit seiner freitragenden Decke vorgenommen. Am 15. Juli des gleichen Jahres soll bereits Zinzendorf im großen Orangensaal gepredigt haben. Am 24. November 1731 besuchte der herzoglich-saalfeldische Hofrat Anton Heinrich Walbaum die Orangerie, die, wie er schreibt „sehr groß [...] und erst angelegt“ worden ist. Zu dieser Zeit war sie bereits mit Bäumen gefüllt, die hier in der kalten Jahreszeit aufbewahrt wurden. Mehrere Öfen spendeten die erforderliche Wärme, für deren Speicherung die untersten Mauern des Gebäudes etwa 1,60 m dick gestaltet worden waren. Die überdimensional hohen Schornsteine mussten jedoch bereits im Jahre 1733 abgetragen werden, da sie sich als Fehlkonstruktionen erwiesen hatten.
Die erste bekannte Außenansicht der Orangerie zeigt über dem Haupteingang des Gebäudes auf der Südseite noch kein Wappenportal. Die Vermutung liegt nah, dass der heute hier befindliche plastische Aufsatz mit den beiden Wappen der Häuser Stolberg-Wernigerode und Leiningen-Westerburg eine spätere Zutat ist.
Der Lustgarten mit dem Lustschloss und der Orangerie ist nicht nur von kunst- und kulturgeschichtlichem Interesse, sondern war seit 1728 auch Schauplatz der protestantischen Bewegung des Wernigeröder Pietismus, der mit seiner tätigen Nächstenliebe und seinem lebendigen, vom Gefühl des Einzelnen getragenen Gemeindeleben fast ein ganzes Jahrhundert lang das Grafenhaus beherrschte. Neben der Stadt Halle (Saale) wurde Wernigerode ein Zentrum des Pietismus im nördlichen Deutschland und so ist es nicht verwunderlich, dass Zinzendorf Wernigerode besuchte und der regierende Graf im Mai und September 1732 etwa 600 Salzburger Exulanten kostenlos im Lustgarten verköstigte, in den Jahren 1736/37 das Waisenhaus in der Lindenallee entstand oder nach dem großen Stadtbrand von 1751 täglich etwa 1000 Obdachlose im Lustgarten versorgt wurden.
Ein besonderes Schmuckstück des Lustgartens wurde am 3. August 1738 vor dem Lustschloss aufgestellt: ein „Sonnencompass“  oder „gnomonischer Aufsatz“. Diese barocke Plastik aus Sandstein beinhaltete zwölf Sonnenuhren und wurde von Johann Friedrich Penther entworfen. Sie befand sich bis 1790 im Wernigeröder Lustgarten, wurde dann zum Rittergut Hedwigsburg bei Kissenbrück verkauft und steht im restaurierten Zustand auf dem Grün des Lessingplatzes vor der „Bibliotheca Augustea“, der Herzog August Bibliothek in Wolfenbüttel.
Als im Jahr 1744 der regierende Graf Christian Ernst zu Stolberg-Wernigerode beabsichtigte, den angefangenen Bau einer steinernen Mauer um den Lustgarten fortsetzen zu lassen, ließ er kurzerhand das Geld für die Baumaterialien einsparen und ordnete an, das noch keine 30 Jahre alte Lustschloss abzureißen. Als Grund, der den Grafen zu diesem Abriss bewog, führte er an: „Da nun dieses Haus im Fundament nicht richtig, auch die Anlage so, dass es zu reellem Gebrauch ohne große Kosten nicht zu aptiren stehet, so wäre, wenn solches stehen bleibet, der Verlust“ knapp 1000 Taler jährlich. Trotz verschiedener Vorbehalte gegen den Abriss, so z. B. auch vom dänischen König Christian VI., entschied sich der Graf für das Beseitigen des Schlosses.
Der neue gräfliche Baumeister Johann Friedrich Heintzmann und der Berliner Architekt Friedrich August Hildner entwarfen in den Jahren 1750 bzw. 1751 Pläne für den Bau eines neuen Palais in noch größeren Dimensionen als der Vorgängerbau. Graf Christian Ernst zu Stolberg-Wernigerode beteiligte sich persönlich an den Entwürfen. Am 30. März 1754 war es dann soweit. Der Hofgärtner musste durch mehrere Tagelöhner die nötige Baufreiheit zum „Bibliothecks- und Archiv-Bau im Lust-Garten“  schaffen. Der regierende Graf Christian Ernst hatte sich entschlossen, den Ostflügel des geplanten Schlosses, der in seinen äußeren Formen der Orangerie ähneln sollte, als kombinierten Bibliotheks- und Archivzweckbau zu errichten. Mehrere Bergleute begannen im September 1754 mit den Schachtarbeiten für die Souterrains, doch bereits nach anderthalb Jahren wurde der Bau eingestellt. Der Siebenjährige Krieg war ausgebrochen. Durch die herrschende unsichere Finanzlage waren dem Grafenhaus keine Sonderausgaben für luxuriöse Schlossbauten möglich. Lediglich dem Hoftischler Möser wurde noch Geld zur Vollendung eines Holzmodells des neuen Gartenschlosses gewährt. Nach dem Kriegsende 1763 wurden aufgrund der anhaltenden Teuerung die Bauarbeiten nicht mehr fortgesetzt. Die Fundamente ließ man abtragen und die Baufläche einebnen und mit Linden bepflanzen. Das entstandene Areal erhielt den Namen Lindensaal. 
Für den Sommeraufenthalt der gräflichen Familie im Lustgarten stand jetzt nur noch die Orangerie zur Verfügung. Aus einem Inventarverzeichnis von 1768 geht hervor, dass das als Orangenhaus bezeichnete Gebäude zu diesem Zeitpunkt völlig zur Sommerresidenz mit etwa 30 verschiedenen Zimmern umgebaut gewesen ist. Der große Saal diente damals nicht mehr nur der Unterbringung der Gewächse, sondern auch als Speise- und Konzertsaal. An einer langen Speisetafel aus Marmor hatten 35 Personen Platz, vier weitere Tische mit je vier Sesseln boten weitere Sitzmöglichkeiten. Ein besonderer Schmuck des Saales war ein Deckengemälde, über das jedoch keine näheren Informationen vorliegen. Zahlreiche Festessen und Konzerte fanden in der Orangerie statt, die auch als Witwensitz für unmittelbare Verwandte des Grafenhauses diente.
Noch ein weiteres Gebäude befand sich zu jener Zeit unmittelbar am Lustgarten, das herrschaftliche Bedienstetenhaus, das wegen seines dunklen Schieferdaches als „Schieferhaus“ bezeichnet wurde. Baubeginn für dieses Haus an der Südwestecke des Lustgartens war 1732, nachdem die Arbeiten an der Orangerie beendet worden waren. Während zunächst gräfliche Beamte in diesem Haus wohnten, wurde durch den Baumeister Heintzmann das zweite Geschoss 1748 für die verwitwete Gräfin Friederike Charlotte zu Stolberg-Schwarza ausgebaut. Die Witwe zog im Jahre 1749 aus dem thüringischen Schloss Schwarza in das Bedienstetenhaus nach Wernigerode. Sie lebte bis zu ihrem Tode am 13. Mai 1782 in der obersten Etage des Hauses mit Zugang zum Lustgarten. In den späteren Jahren wohnten weitere Familienmitglieder oder Freunde und Bedienstete des Grafenhauses hier. Der angebliche Besuch von Novalis in diesem Gebäude im April 1793 hat nicht stattgefunden, sondern es war Graf Ferdinand zur Lippe-Weißenfeld, der in diesem Gebäude seine beiden Tanten besuchte. Während des französischen Befreiungskrieges diente das Schieferhaus zur Aufnahme der durchziehenden Lazarettkranken. Der letzte Insasse verließ am 31. Juli 1814 das Gebäude. Ein zeitgenössischer Bericht beschreibt den Zustand des Hauses wie folgt: „Das Schieferhaus gewährt gegenwärtig ein Bild der Zerstörung, muthwilliger Verwüstung und eines Depots von Ungeziefer aller Art, man hat nichts verschont, die Thüren sind theilweise ihrer Beschläge, die Fenster ihrer Flügel, ihres Glases, ihrer Beschläge, die Verschläge ihrer Bretter beraubt.“ Noch im August 1814 wurde mit dem Abriss des desolaten Gebäudes begonnen. Die verbleibenden Fundamente wurden als Verkehrshindernis an der Schlossauffahrt im darauffolgenden Winter beseitigt.
Als Graf Henrich zu Stolberg-Wernigerode, der damals in Straßburg studierte, im November 1792 das Schieferhaus besucht hatte, schrieb er in sein Tagebuch: „Im Durchgehn durch den Garten sah ich zum ersten Mal den Anfang zu den neuen Anlagen, welche im Lustgarten gemacht werden.“ Das ist der erste Beleg für die Umwandlung des Lustgartens in einen Landschaftspark englischer Prägung. Im ausgehenden 18. Jahrhundert hatte auch in Deutschland ein Umschwung in der Kunstanschauung eingesetzt. Mit der Losung „Zurück zur Natur“ wandten sich Dichter, Philosophen und Maler vereint gegen die „Unnatur“ der architektonisch bestimmten Anlagen der regelmäßigen Barockgärten und führten in Wort und Tat den malerischen Stil unter dem Namen Landschafts- oder englischer Garten ein.
In Wernigerodes näherer Umgebung war es der Park in Harbke, der 1765 als erster in einen englischen Garten umgestaltet worden war. Bereits ein Jahr zuvor hatte man in Wörlitz bei Dessau mit der Gestaltung eines umfangreichen Landschaftsgartens begonnen. Die gräfliche Familie kannte den Wörlitzer Park aus eigener Anschauung. Noch zögerte der Graf jedoch, seinen Barockgarten derart umzugestalten. Lediglich im Jahre 1776 ließ der nunmehr regierende Graf Henrich Ernst zu Stolberg-Wernigerode einige Statuen umsetzen und am Nordostrand des Lustgartens eine kleine Kolonnade errichten. In den achtziger Jahren des 18. Jahrhunderts wurde der Lustgarten zunehmend vernachlässigt, da seine Unterhaltung ziemlich kostenintensiv war. Die Sparmaßnahmen des seit 1778 regierenden Grafen Christian Friedrich betrafen auch diese Gartenanlage. Der Graf selbst hielt sich mit seiner Familie mehrere Monate im Jahr in Halberstadt auf, wo er Domdechant war. Den Sommer über verbrachte er viele Wochen in Ilsenburg, so dass der Wernigeröder Lustgarten kaum noch genutzt wurde. Der Graf beschloss deshalb, sämtliche Orangengewächse versteigern und den Lustgarten in einen Landschaftspark umgestalten zu lassen. Die öffentliche Versteigerung fand am 23. Juli 1787 statt und drei Jahre später, am 1. Juni 1790 fand die Auktion aller Statuen und Plastiken im Lustgarten statt. Viele dieser Kunstwerke gingen nach außerhalb. Heute finden wir neben dem im Jahre 1991 wieder komplettierten Löwentor nur noch ein beschädigtes Puttenpaar im Lustgarten, das im Mai 1993 dort wiederaufgestellt wurde.
Das Gebäude der Orangerie wurde immer seltener von der gräflichen Familie besucht. Es diente neuen Zwecken, so wurden z. B. im Keller verschiedene Sämereien getrocknet. Die letzte Eheschließung in der Orangerie ist für den 5. Februar 1801 nachweisbar. Bei der Durchreise des Königs Friedrich Wilhelm III. von Preußen speiste dieser am 30. Mai 1805 gemeinsam mit Königin Luise und Prinz Wilhelm sowie 100 Personen Hofstaat im großen Saal der Orangerie. Während der westfälischen Besetzung der Stadt Wernigerode diente das Gebäude auch zu militärischen Übungen, so im Jahre 1815 für die Ausbildung einer freiwilligen Jägerschar unter Graf Ferdinand zu Stolberg-Wernigerode, die jedoch nicht mehr in den Krieg zu ziehen brauchte. 
Da der große Saal der Orangerie die meiste Zeit leer stand, kam der regierende Graf Henrich zu Stolberg-Wernigerode auf den Gedanken, die auf dem Schloss Wernigerode befindliche Bibliothek, die sich durch Ankäufe ständig vermehrte, in die Orangerie zu überführen. Im Jahre 1826 fanden deshalb umfangreiche Baumaßnahmen im Gebäude statt, bei der man auch zwei Reihen von je sechs klassizistischen Säulen in den Saal einbaute. Am 29. November 1826 wurde die Bibliothek auf dem Schloss Wernigerode geschlossen und am 23. Mai 1827 „in dem neu eingerichteten Local, in dem ehemaligen Orangerie-Saal“  wiedereröffnet. Sie gehörte als öffentlich zugängliche Bücherei zu den bedeutendsten Privatbibliotheken Mitteldeutschlands. Hier wirkte u. a. über 50 Jahre der für die Harzer Geschichtsforschung äußerst verdienstvolle Archivar und Bibliothekar Eduard Jacobs. In dessen Amtszeit fällt in den Jahren 1872/73 der Bau des sogenannten Palmenhauses, welches dem Bibliotheksgebäude südwestlich vorgelagert wurde. Die Projektanten dieses Gebäudes waren der Gewächshauskonstrukteur Bruns aus Bremen und der gräfliche Bauinspektor Messow. Im Jahre 1913 verlor dieses Gebäude endgültig seine Funktion als Palmenhaus und wurde zu einem Archivgebäude umgestaltet. Hier wurde das fürstliche Hauptarchiv untergebracht, das seit der Mitte des 19. Jahrhunderts im Mansardengeschoss der Bibliothek verwaltet worden war. Bis zum Jahre 1929 bildeten die Gebäude von Orangerie und Palmenhaus das für die wissenschaftliche Forschung ideale Ensemble von Bibliothek und Archiv.
1936 gingen etwa zwei Drittel des Lustgartens in den Besitz der Stadt Wernigerode über, 1945 folgte durch die Enteignung von Botho Fürst zu Stolberg-Wernigerode der restliche Teil.
Etwa 300 m östlich schließt sich an den Lustgarten das Naturflächendenkmal "Kastanienwäldchen" an.